# 吳道煌
吳道煌，直隸顺天府宛平县人，清朝政治人物。
顺治六年（1649年）己丑科进士，官至蘇州府知府。